# Derek Cecil
Derek Alan Cecil (Amarillo, 5 januari 1973) is een Amerikaans acteur.

## Biografie
Cecil heeft de high school doorlopen aan de Taft High School in San Antonio (Texas). Hierna ging hij studeren aan de Universiteit van Houston in Houston en de American Conservatory Theater in San Francisco.

## Filmografie

### Films
Uitgezonderd korte films.
- 2022: The Listener - als Andy
- 2019: The Tomorrow Man - als Brian
- 2017: Family Games – als Barrett
- 2013: Mutual Friends – als Cody
- 2013: Parker – als assistant van mevr. Fritz
- 2011: Friends with Kids – als Pete
- 2011: Café – als filmman
- 2011: Too Big to Fail – als jongeman
- 2010: The Next Three Days – als Dr. Becsey
- 2009: Winter of Frozen Dreams – als Jim Doyle
- 2009: Reunion – als Stanley
- 2009: Frank the Rat – als Billy
- 2008: Recount – als Jeremy Bash
- 2007: The Killing Floor – als Garrett Rankin
- 2006: Masters of Horror: Haeckel’s Tale – als Ernst Haeckle
- 2005: Mall Cop – als Frank
- 2003: Pretend – als vriend van Sophie
- 2002: Men in Black II – als onderhoudsagent
- 2000: Little Pieces – als winkelbeveiliger
- 1995: The Unspoken Truth – als Jeff Blogert

### Televisieseries
Uitgezonderd eenmalige gastrollen.
- 2023: Lessons in Chemistry - als dr. Robert Donatti - 5 afl.
- 2023: Jack Ryan - als senator Henshaw - 4 afl.
- 2022: The First Lady - als Donald Rumsfeld - 5 afl.
- 2019-2020: Black Monday - als privé-onderzoeker - 2 afl.
- 2020: The Outsider - als Andy Katcavage - 8 afl.
- 2014–2018: House of Cards – als Seth Grayson - 50 afl.
- 2013–2014: Banshee – als Dean Xavier - 6 afl.
- 2011–2012: Treme – als Chas - 7 afl.
- 2008: Puppy Love – als Malik - ? afl.
- 2002: Push, Nevada – als James A. Prufrock - 6 afl.
- 2001–2002: Pasadena – als Tom Bellow - 11 afl.
- 2001: The $treet – als Duncan - 2 afl.
- 2000: The Beat – als Mike Dorigan - 8 afl.